# 柳田邦男
柳田 邦男（やなぎだ くにお、1936年〈昭和11年〉6月9日 - ）は、日本のノンフィクション作家、評論家。
航空事故、医療事故、災害、戦争などのドキュメントや評論を数多く執筆している。妻は絵本作家の伊勢英子。娘にカメラマンの石井麻木がいる。

## 来歴・人物
栃木県上都賀郡鹿沼町（現在の鹿沼市）生まれ。栃木県立鹿沼高等学校を経て、1960年東京大学経済学部を卒業する。同年NHKに入局し、広島放送局へ配属される。1963年東京へ戻り、社会部に配属になる。1966年に遊軍記者として全日空羽田沖墜落事故、カナダ太平洋航空機墜落事故、BOAC機空中分解事故を取材する。1971年にこれらの事故を追ったルポルタージュ『マッハの恐怖』を発表し、第3回大宅壮一ノンフィクション賞を受賞した。
1974年にNHKを退職して、現在までノンフィクション作家として活動している。以前は航空評論家として航空機事故が発生した際にNHKの解説委員として出演することも多かった。主に事故、災害など「クライシス・マネジメント」に関する著書を執筆するが、『零戦燃ゆ』などの戦史ノンフィクションも手がける。
1985年8月12日の日本航空123便墜落事故発生時、多摩の自宅に居た柳田は、ニュースセンター9時（NC9）のキャスターを担当していた木村太郎からの出演要請を受け、タクシーで1時間かけてNHKに赴き、報道特別番組に航空評論家として出演した（なおこの特別番組は柳田のノンフィクション『マリコ』のドラマ番組を中断して放送された）。局に向かうタクシーの中で、アナログテレビの1-3チャンネルの音声が受信できる携帯ラジオを使ってNHKテレビのニュースを聴きながら事故の全貌を分析したという（『事実の考え方』）。
1994年、精神を病んで自殺を図り、蘇生後脳死状態となった次男（当時25歳）を看取った時の体験記「犠牲（）：わが息子・脳死の11日」を発表（翌年刊行）し、特に脳死問題における「二人称の死」の視点の重要性を詳述して、第56回（1994年）文藝春秋読者賞、第43回（1995年）菊池寛賞を受賞する。それ以降、精神論・終末医療などの著作が増え始め、その中で若者や若者文化（ネット・ゲーム・携帯電話）への強い批判を表明し始める。1999年「脳治療革命の朝」で、2012年「原発事故　私の最終報告書」でも文藝春秋読者賞を受賞した。
1999年に出た伊勢英子との共著『はじまりの記憶』の巻頭の対談では、次男の自殺以後、伊勢を挿画家として紹介され知り合ったとある。
2005年7月、日本航空「安全アドバイザリーグループ」の座長に就任した。2005年から翌年にかけて環境省「水俣病問題に係る懇談会委員」を務めた。2008年には毎日新聞社「開かれた新聞」委員会委員、子どもの徳育に関する懇談会委員に就任した。
高野山大学の学外組織として2005年に発起された「21世紀高野山医療フォーラム」では理事長を務め、開会の挨拶や公演などを行っている。
その他には、2018年現在司馬遼太郎賞、吉川英治文化賞の選考委員を務めている。
また、2011年5月、政府の東京電力福島原子力発電所における事故調査・検証委員会のメンバーの一人に選ばれた。
柳田は、「聞き書きボランティア」の活動を世に広めた一人でもあり、「日本聞き書き学校」初代校長。。

## 「開かれた新聞」委員会
毎日新聞社が社外の言論関係者から意見を聞く「開かれた新聞」委員会の委員を務めている。2008年7月には毎日デイリーニューズWaiWai問題について、委員としての見解を寄せている。
この中で柳田は、読者に真摯に対応しなかった毎日新聞を批判したが、一方で「失敗に対する攻撃が、ネット・アジテーションによる暴動にも似た様相を呈しているのは、匿名ネット社会の暗部がただごとではなくなっていると恐怖を感じる」と批判の矛先を毎日新聞だけでなくこの不祥事を広く世間に知らしめたインターネットにも向けた。このコメントに対して、元毎日新聞記者の佐々木俊尚が批判をしている。

## ネット・ゲーム・若者文化の評価
近年ではネット、ゲームといった若年層に広がる文化に対する否定的な見解を述べているが、それらは主に下記の通りである。
- ネットやコンピューター・ゲームが「ゲーム脳」を作り、子供をだめにしている
- ゲームにふけっていると仮想現実の世界と現実の世界の区別がつかなくなる
- 若者たちはいまや総ケータイ依存症になっているから、自分たちを変だとは思わない

柳田の弁によれば“その根本は「ネット社会がこの国から奪いつつある『大切なもの』を守ろう」という思いから来ている”（『人の痛みを感じる国家』）。
しかしながら、これらの考えの科学的根拠について、柳田は
「一人一人の人生に関わる人格形成の問題を、生身の子どもを実験台にして明らかにするなどと言うのは、もってのほかだ。
科学的な証明が必要だという批判は形式論としては正しくても、現実の問題としてはむちゃくちゃな話だ。
それは単なる科学主義に過ぎない。」
と、『壊れる日本人』内で述べている。

## 受賞
- 1972年 - 『マッハの恐怖』で第3回大宅壮一ノンフィクション賞[8]
- 1979年 - 『ガン回廊の朝』で第1回講談社ノンフィクション賞
- 1984年 - 報道記者としての業績を顕彰し、ボーン・上田記念国際記者賞
- 1986年 - 第38回NHK放送文化賞受賞
- 1995年 - 『犠牲（サクリファイス） わが息子の脳死11日』などノンフィクション確立・貢献で菊池寛賞、文藝春秋読者賞
- 1997年 - 『脳治療革命の朝』で第59回文藝春秋読者賞
- 2013年 - 「原発事故　私の最終報告書」で第74回文藝春秋読者賞

## 著書
- 『マッハの恐怖 連続ジェット機事故を追って』フジ出版社 1971 のち新潮文庫
- 『続マッハの恐怖 連続ジェット機事故鎮魂の記録』フジ出版社 1973 のち新潮文庫
- 『航空事故 その証跡に語らせる』中公新書 1975
- 『空白の天気図』新潮社 1975 のち文庫、文春文庫
- 『失速 ロッキード破局の風景』文藝春秋 1976
- 『零式戦闘機』文藝春秋 1977 のち文庫
- 『新幹線事故』中公新書 1977
- 『大いなる決断』講談社 1978 のち文庫
- 『事故の視角』文藝春秋 1978 「失速・事故の視角」文庫
- 『災害情報を考える』日本放送出版協会（NHKブックス）1978
- 『ガン回廊の朝』講談社 1979 のち文庫
- 『狼がやってきた日』文藝春秋 1979 のち文庫
- 『マリコ』新潮社 1980 のち文庫
- 『事実の時代に』新潮社 1980 のち文庫
- 『ガン50人の勇気』文藝春秋 1981 のち文庫
- 『日本の逆転した日』講談社 1981 のち文庫
- 『明日に刻む闘い ガン回廊からの報告』文藝春秋 1981 のち文庫
- 『事実を見る眼』新潮社 1982 のち文庫
- 『恐怖の2時間18分』文藝春秋 1983 のち文庫
- 『事実からの発想』講談社 1983 のち文庫
- 『日本は燃えているか』講談社 1983 のち文庫
- 『零戦燃ゆ 飛翔篇』文藝春秋 1984 のち文庫
- 『フェイズ3の眼』講談社 1984 のち文庫
- 『撃墜 大韓航空機事件』講談社 1984 のち文庫
- 『“技術封鎖"の時代 トップ企業の戦略的思考』PHP研究所 1984
- 『事実の読み方』新潮社 1984 のち文庫
- 『零戦燃ゆ 熱闘篇』文藝春秋 1985 のち文庫
- 『ブラック・ボックス 追跡-大韓航空機事件』講談社 1985
- 『続 フェイズ3の眼』講談社 1985 のち文庫
- 『最新医学の現場』新潮社 1985 のち文庫
- 『変化の読み方 五年後、十年後を見とおす技術』文春ネスコ 1985
- 『“5年変転"の時代 日米攻防のシナリオを読む』PHP研究所 1985
- 『死角 巨大事故の現場』新潮社 1985 のち文庫
- 『「死の医学」への序章』新潮社 1986 のち文庫
- 『活力の構造 開発篇』講談社 1986 のち文庫
- 『新フェイズ3の眼』講談社 1986 のち文庫
- 『活力の構造 戦略篇』講談社 1986 のち文庫
- 『事実の素顔』文藝春秋 1987 のち文庫
- 『事実の考え方』新潮社 1987 のち文庫
- 『事実の核心』文藝春秋 1988 のち文庫
- 『ガン回廊の炎』講談社 1989 のち文庫
- 『妻についた三つの大ウソ』アルトマン・出版部 1990 のち新潮文庫
- 『零戦燃ゆ 渾身篇』文藝春秋 1990 のち文庫
- 『事故調査』新潮社 1994 のち文庫
- 『「人間の時代」への眼差し』講談社 1994 のち文庫
- 『かけがえのない日々』エイジェイ出版 1994 のち新潮文庫
- 『犠牲（サクリファイス）わが息子・脳死の11日』文藝春秋 1995 のち文庫
- 『いのち 8人の医師との対話』講談社 1996 のち文庫
- 『「死の医学」への日記』新潮社 1996 のち文庫
- 『人間の事実』文藝春秋 1997 のち文庫
- 『20世紀は人間を幸福にしたか』講談社 1998 のち文庫
- 『『犠牲』への手紙』文藝春秋 1998 のち文庫
- 『この国の失敗の本質』講談社 1998 のち文庫
- 『読むことは生きること』新潮社 1999 「時代と人間が見える」「人生がちょっと変わる」文庫
- 『緊急発言いのちへ』1－2 講談社 2000-2001
- 『脳治療革命の朝』文藝春秋 2000 のち文庫
- 『言葉の力、生きる力』新潮社 2002 のち文庫
- 『元気が出る患者学』新潮新書 2003
- 『「人生の答」の出し方』新潮社 2004 のち文庫
- 『砂漠でみつけた一冊の絵本』岩波書店 2004
- 『キャッシュカードがあぶない』文藝春秋 2004
- 『壊れる日本人 ケータイ・ネット依存症への告別』新潮社 2005 のち文庫
- 『石に言葉を教える 壊れる日本人への処方箋』新潮社 2006 「壊れる日本人 再生編」文庫
- 『もう一度読みたかった本』平凡社 2006 のち平凡社ライブラリー
- 『大人が絵本に涙する時』平凡社 2006
- 『人の痛みを感じる国家』新潮社 2007 のち文庫
- 『「気づき」の力 生き方を変え、国を変える』新潮社 2008 のち文庫
- 『みんな、絵本から I love reading books with you, mammy』講談社 2009
- 『生きなおす力』新潮社 2009 のち文庫
- 『いつも心に音楽が流れていた』平凡社 2009
- 『新・がん50人の勇気』文藝春秋 2009　のち文庫
- 『人生やり直し読本―心の涸れた大人のために―』新潮社 2010
- 『雨の降る日は考える日にしよう（［絵本は人生に三度］手帖I）』平凡社 2011
- 『夏の日の思い出は心のゆりかご（［絵本は人生に三度］手帖Ⅱ）』平凡社 2011
- 『悲しみの涙は明日を生きる道しるべ（［絵本は人生に三度］手帖Ⅲ）』平凡社 2011
- 『僕は9歳のときから死と向きあってきた』新潮社 2011
- 『「想定外」の罠 大震災と原発』文藝春秋 2011　のち文庫
- 『言葉が立ち上がる時』平凡社 2013
- 『終わらない原発事故と「日本病」』新潮社 2013 のち文庫
- 『生きる力、絵本の力』岩波書店 2014
- 『悲しみは真の人生の始まり 内面の成長こそ』PHP研究所 2014
- 『自分を見つめる　もうひとりの自分』佼成出版社 2016
- 『人生の1冊の絵本』岩波新書 2020
- 『この国の危機管理 失敗の本質 ドキュメンタリー・ケーススタディ』毎日新聞出版 2022
- 『「死後生」を生きる 人生は死では終わらない』文藝春秋 2025
- 『それでも人生にYesと言うために JR福知山線事故の真因と被害者の20年』文藝春秋 2025

### 共編著
- 『西暦2000年そのとき日本は』（山本七平共編）講談社 1984
- 『元気が出るインフォームド・コンセント』（編）中央法規出版 1996
- 『死の変容 現代日本文化論6』（河合隼雄共編）岩波書店 1997
- 『人間が生きる条件』（編）岩波書店 1997
- 『見えないものを見る 絵描きの眼・作家の眼』（伊勢英子共著）理論社 1997
- 『<突然の死>とグリーフケア』（アルフォンス・デーケン共編）春秋社（生と死を考えるセミナー）1997
- 『はじまりの記憶』（伊勢英子共著）講談社 1999 のち文庫
- 『絵本の力』（河合隼雄、松居直共著）岩波書店 2001
- 『心の深みへ 「うつ社会」脱出のために』（河合隼雄共著） 講談社 2002 のち新潮文庫
- 『阪神・淡路大震災10年 新しい市民社会のために』（編）岩波新書 2004
- 『家で生きることの意味 在宅ホスピスを選択した人・支えた人』（川越厚共編） 青海社 2005
- 『「生と死」の21世紀宣言 日本の知性15人による徹底討論』（静慈圓共編） 青海社 2007
- 『心の貌 昭和事件史発掘』（編）文藝春秋 2008
- 『シンプルに生きる。― 生きづらい時代を生きなおす方法』（香山リカ共著） 清流出版 2012
- 『人の心に贈り物を残していく がん患者の幸福論』（樋野興夫共著） 悟空出版　2017
- 『災害看護の本質 語り継ぐ黒田裕子の実践と思想』酒井明子共編著. 日本看護協会出版会, 2018.6

### 翻訳
- クレア・A.ニヴォラ『あの森へ』評論社（児童図書館・絵本の部屋）2004
- ルース・バンダー・ジー『エリカ奇跡のいのち』講談社, 2004
- ティファニー・リースン『ねがいごとをしてごらん』評論社（児童図書館・絵本の部屋）2004
- ローレンス・ブルギニョン『だいじょうぶだよ、ゾウさん』文溪堂 2005
- スー・ローソン『でもすきだよ、おばあちゃん』講談社 2006
- M.T.アンダーソン『ぼくはだれもいない世界の果てで』小学館 2006
- スーザン・ボウズ『ラッキーボーイ』評論社（児童図書館・絵本の部屋）2006
- ローレンス・ブルギニョン『くもをおいかけてごらん、ピープー』文溪堂 2007
- ティエリー・デデュー『ヤクーバとライオン』1－2 講談社 2008
- マイケル・フォアマン『少年の木 希望のものがたり』岩崎書店 2009
- デイビッド・マクフェイル『やめて!』徳間書店 2009
- コレット・ニース＝マズール『でも、わたし生きていくわ』文溪堂 2009
- バルー『ぞうさん、どこにいるの?』光村教育図書 2015

## 参照
1. ↑  “柳田邦男 人生はうまくいかなくてもともと”.  PHP研究所 (2014年3月13日). 2015年4月28日閲覧。
2. ↑  特集ドラマ　マリコ - NHK放送史
3. ↑  “21世紀高野山医療フォーラム公式サイト” (2014年9月23日). 2014年9月23日閲覧。
4. ↑  “原発事故調査・検証委委員に柳田邦男氏ら１０人”.   朝日新聞社 (2011年5月27日). 2011年6月8日閲覧。
5. ↑  “「聞き書き」における「聞く」, 「書く」,「話す」”.   日本保健医療行動科学会雑誌. 2025年8月14日閲覧。
6. ↑  “「開かれた新聞」委員会委員に聞く（２）”.   毎日新聞社 (2008年7月20日). 2008年7月20日閲覧。
7. ↑  “毎日新聞社内で何が起きているのか（上）”.  CNet (2008年8月5日). 2008年8月5日閲覧。
8. ↑  “大宅賞受賞者一覧”.   日本文学振興会 (2015年). 2016年10月29日閲覧。